# Облога Венеції
«Облога Венеції» (італ. Caccia alla vedova) — італійсько-радянський художній фільм 1991 року, комедія за п'єсою Карло Гольдоні «Хитра вдова».

## Сюжет
Дія фільму відбувається в Венеції в другій половині XVIII століття. Красуня Розанна повинна була вийти заміж за знатного старого багатія Стефанеллі Боретто, але наречений помер прямо біля вівтаря під час вінчання. Розанна вийшла з церкви вже вдовою. Як виявилося, померлий чоловік залишив вдові великі статки. Природно, знайшлося чимало мисливців до її руки і серця.
Претендентами виявилися графи і князі з найбільших держав Європи, включаючи Росію. Тут вже захвилювалася свята інквізиція, багата вдова разом з усім станом могла назавжди покинути Венеціанську республіку. Інквізитори розуміють, що втратять велику частину своїх доходів, якщо Розанна вийде заміж за іноземця, і вживають заходів. Вони змушують серцеїда графа Анджело Босканерро, на зло якому вона і вийшла за багатія, «осадити» Розанну і взяти в дружини. В кінці фільму весь задум розкривається, ображена наречена відмовляє новоявленому нареченому, але йому-то що робити — адже він вже її щиро полюбив.

## У ролях
- Ізабелла Росселліні —  Розанна
- Том Конті —  граф Анджело
- Джеймс Уілбі —  пане Ранбіф
- Мішель Дюшоссуа —  маркіз з Белло
- Олександр Абдулов —  князь Бадрицький
- Всеволод Ларіонов —  інквізитор
- Олександр Ширвіндт —  інквізитор
- Інокентій Смоктуновський —  інквізитор
- Зук (Ізабелль фон Альмен) —  Антуанетта
- Сергій Бадичкін —  Тоніно
- Людмила Ярошенко — епізод
- Євген Самойлов — епізод
- Владислав Буш —  Стефанеллі
- Вітторіо Нойя — епізод
- Віталій Варганов — епізод
- Наталя Захарова — епізод

## Знімальна група
- Сценарій: Енріко Медіолі, Джорджо Феррара, Жан-П'єр Бардо
- Режисер-постановник: Джорджо Феррара
- Оператор-постановник: Франко ді Джакомо
- Художник-постановник: Маріо Гарбулья
- Костюми: Карло Діаппі
- Режисер: Леонід Біц
- Оператори: Жак Монж, Стефано Колетта, Ігор Штанько
- Музичний супровід: Бруно Моретті на музику Ніколи Пйовані, оформленя «Емердженсі Музік Рим»
- Звукооператор: Аральд Морі
- Художник по костюмам: Олена Храмова
- Художники-гримери: Седрік Жерар, Ніна Закірова
- Майстри по зачіскам: Альдо Сіньоретті, Світлана Кругленкова
- Монтажер: Руджеро Мастрояні
- Редактор: Лев Манцуров
- Головні організатори виробництва: Володимир Клименко, Віторіо Нойа
- Директора фільму: Лаура Мацца, Доменіко Мазеллі, Філіпп Дезмулен